# كاريل لينكولن
كاريل لينكولن (بالإنجليزية: Caryl Lincoln)‏ هي ممثلة أمريكية، ولدت في 16 نوفمبر 1903 في أوكلاند في الولايات المتحدة، وتوفيت في 20 فبراير 1983 في وودلاند هيلز، كاليفورنيا في الولايات المتحدة.

## وصلات خارجية
- كاريل لينكولن على موقع IMDb (الإنجليزية)
- كاريل لينكولن على موقع أول موفي (الإنجليزية)
- كاريل لينكولن على موقع قاعدة بيانات الفيلم (الإنجليزية)